# Чемпіонат Європи з легкої атлетики 2026
Чемпіонат Європи з легкої атлетики 2026 буде проведений в Бірмінгемі на «Александер-стейдіум».
Про надання Бірмінгему права проводити головний легкоатлетичний чемпіонат Європи було оголошено 11 листопада 2022.
Вперше в історії цих змагань будуть розіграні комплекти медалей у трьох нових дисциплінах - напівмарафонській та марафонській спортивній ходьбі (за мість ходьби на 20 та 35 кілометрів), а також у змішаному естафетному бігу 4×100 метрів.

## Медальний залік
| Місце               | Країна              | Золото | Срібло | Бронза | Загалом |
| ------------------- | ------------------- | ------ | ------ | ------ | ------- |
| Загалом (0 збірних) | Загалом (0 збірних) | 0      | 0      | 0      | 0       |